# Мальсдорф
Мальсдорф (нем. Mahlsdorf) — район в берлинском административном округе Марцан-Хеллерсдорф.

## История
Деревня Мальсдорф была основана в ок. 1230 году. Первое письменное упоминание деревни датируется 1345 годом. До 1920 года Мальсдорф относился к бранденбургскому округу Нидербарним, однако в ходе образования «Большого Берлина» обширные территории, прилегающие к Берлину с северо-востока, в том числе и Мальсдорф, были включены в состав города в качестве нового округа Лихтенберг.
В ходе развития программы строительства в Восточном Берлине в 1979 году из округа Лихтенберг был быделен самостоятельный округ Марцан, в который также был передан и Мальсдорф. В 1986 году часть округа Марцан вместе с Мальсдорфом была также выделена в самостоятельный округ Хеллерсдорф. В 2001 году в ходе административной реформы, целью которой было сокращение числа округов в Берлине, округа Марцан и Хеллерсдорф были снова объединены, и с тех пор Мальсдорф является частью укрупнённого округа Марцан-Хеллерсдорф.

## Достопримечательности
| - Деревенская церковь Мальсдорф - Церковь Креста - Старинное здание - Грюндерский музей - Начальная школа имени Шиллера - Вокзал «Мальсдорф» - Вальдов-Парк |